# سی‌ان‌ان+

سی‌ان‌ان+ (سی‌ان‌ان پلاس) یک سرویس پخش ویدیوی جاری است که در ۲۹ مارس ۲۰۲۲ راه اندازی شد. این سرویس یک شاخه از شبکه خبری تلویزیون کابلی CNN است. تأسیس این سرویس پخش دیجیتال جدید در ۱۹ ژوئیه ۲۰۲۱ به عنوان «تکامل اخبار ویدئویی و شروع یک دوره جدید برای شرکت» اعلام شد.
بعد از شروع کم رنگ و تعداد کم مشتریکن، کمپانی مادر یعنی وارنر برادرز دیسکاوری اعلام کرد که این سرویس در ۳۰ آوریل ۲۰۲۲ تعطیل خواهد شد.

از جمله شخصیت‌هایی که در سرویس سی‌ان‌ان+ ظاهر شدند، عبارتند از کریس والاس، سابقاً از فاکس نیوز، که میزبان یک برنامه هفتگی می‌باشد. اسکات گالووی، استاد دانشگاه نیویورک که میزبان برنامه ای دربارهٔ تجارت و فناوری است. و کیسی هانت ، سابقاً از ان بی سی نیوز.